# Pyrausta tithonialis
Pyrausta tithonialis là một loài bướm đêm trong họ Crambidae. Chúng thường được tìm thấy ở Nga, Trung Quốc, Triều Tiên và Nhật Bản.